# گورودچنو
گورودچنو (به لاتین: Gorodczyno) یک روستا در لهستان است که در گمینا نارو واقع شده‌است. گورودچنو ۱۰۰ نفر جمعیت دارد.